# Poblamiento inicial de las Islas Baleares

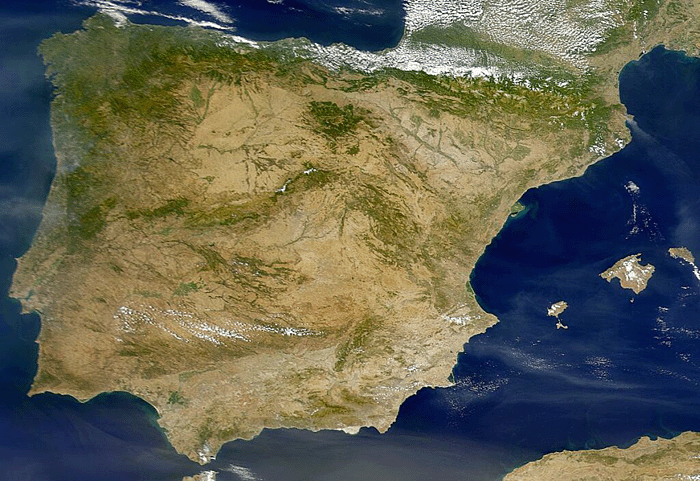
Localización de las Islas Baleares, frente a la costa levantina de la Península ibérica.

El poblamiento inicial de las Islas Baleares tiene distintos enfoques según las variadas teorías de los distintos prehistoriadores y arqueólogos. Es seguro que las Islas Baleares eran conocidas desde tiempos muy antiguos, aunque solo fuese porque se ven desde la Península ibérica los días que el tiempo lo permite. 
No se sabe cuándo zarparon los primeros colonizadores, ya que es incuestionable la dificultad que entraña el estudio de la prehistoria, ante la falta de fuentes escritas que indiquen el tipo de sociedades, culturas, hábitats, etc. que había en esa época. Una de las pocas cosas que se pueden usar como prueba son los restos arqueológicos, ya sean materiales, restos de polen, excrementos... Pero hay casos como en los inicios del poblamiento de las Islas Baleares, en los que los restos materiales son muy escasos, y la dificultad se multiplica. Por todo esto, los investigadores se basan en suposiciones más o menos acertadas dependiendo de la opinión de otros arqueólogos y prehistoriadores. 
Realmente, hay dos tendencias principales. La primera defendida por Waldren y Guerrero, habla de un poblamiento desde el epipaleolítico (6000-5000 a. C.). La segunda teoría, propuesta por Alcover et alii, defiende el poblamiento a partir del año 2500 a. C. Habría una tercera propuesta, promulgada por Lull et alii, que pondría una fecha cercana al 4500 a. C., fecha muy próxima a la que sostiene Rosselló-Bordoy; 4000 a. C.
En cualquier caso también se pueden sacar conclusiones totalmente indiscutibles, como el control de la navegación y de la construcción naval (piraguas monóxilas, balsas de troncos, de juncos o de caña totora…) que tenían esas gentes para poder llegar del continente a un medio isleño. Además podemos poner a las islas como un claro ejemplo de “puente de piedra”, es decir los navegantes podían haber ido de isla a isla; de Formentera a Ibiza y de ésta a Menorca, pasando antes por Mallorca.

## Biogeografía insular
Hay que partir de la base de que los ecosistemas insulares siempre son más pobres que los continentales. La extensión y su aislamiento imponen limitaciones tanto en cantidad como en calidad de especies.
Los investigadores McArthur y Wilson afirmaron en 1967 que la biodiversidad de una isla varía en forma proporcional a su extensión e inversamente proporcional a su distancia del continente; en una isla pequeña y alejada, corre riesgo la supervivencia humana.
J. Cherry, otro investigador, dijo en su libro de 1984 "The initial colonization of the West Mediterranean Islands in the light of island biogeography and palaeogeography" que las islas son ambientes arriesgados para el hombre, ya que no suelen ofrecer atractivos para ser habitadas, son de difícil acceso y un obstáculo para la supervivencia a largo plazo. Esto explicaría por qué las islas mediterráneas se han poblado en distintos momentos, según su tamaño, su cantidad de recursos y su cercanía al continente. 
En cuanto a las Baleares, podemos dividirlas en dos conjuntos:
Las Baleares en sí, formadas por Mallorca, Menorca, Cabrera, Dragonera y 128 islotes.
Las Pitiusas, formadas por Ibiza, Formentera e islotes adyacentes.
La isla más grande es Mallorca, con unos 3.640 km² (72,6% del territorio balear) y una distancia al continente de menos de 200 km. Su altitud máxima es de 1.443 m, con el Puig Major en la Sierra de Tramontana, desde donde se pueden alcanzar vistas de hasta 140 km; su suelo es calcáreo, de materiales de hace 150 millones de años. 
La segunda en superficie es Menorca, con 711 km² (14% del territorio total). Su distancia al continente es de unos 220 km., teniendo el Monte Toro como punto más elevado con 358 m., desde donde se puede llegar a ver una distancia de 65 km. El terreno menorquín está formado por dos bloques: Tramontana, con terrenos primarios y secundarios, y el sur, con materiales terciarios.
Ibiza tiene 541 km², con una distancia al continente de 87 km., lo que la hace la más cercana a la Península ibérica. Sa Talaiassa es el punto más elevado, con un total de 475 m s. n. m., desde donde se puede alcanzar con la vista hasta 80 km. Los materiales secundarios calcáreos son los que componen el suelo ibicenco.
Por último, Formentera cuenta con 82 km², siendo la más pequeña de las islas principales. Es la segunda en cercanía al continente, con algo más de 90 km de distancia. Su elevación principal es La Mola, con 202 m s. n. m. de altura, desde donde se alcanzan vistas de hasta 50 km. El suelo está formado principalmente por materiales calcáreos.
Los estudios de polen indican que a finales del año 10000 a. C. el paisaje balear estaba formado por bosques continuos y espesos. En Mallorca destacarían las encinas en zonas altas, el pino, avellanos y robles, mientras que en Menorca básicamente habría avellanos. En las zonas montañosas proliferó la planta llamada boj (Buxus), que era tóxica, pero de ella se alimentaba Myotragus balearicus. Hacia el 6000 a. C. hay un cambio en la vegetación: pasarán a predominar plantas arbustivas como el acebuche, en detrimento de los bosques, y a partir del 5000 el pino blanco, de origen sirio, ganará terreno a la encina.
En cuanto a la fauna, hay que diferenciar la balear de la pitiusa, ya que la primera tiene afinidades con la de Córcega y Cerdeña, mientras que en Ibiza y Formentera hay más similitud con la Península ibérica.
En Mallorca y Menorca destacan la musaraña gigante Nesiotites hidalgo, el lirón gigante Hypnomys morpheus y, sobre todo, el ya citado Myotragus balearicus, un bóvido con aspecto de cabra. Myotragus era un animal muy especializado como resultado de su adaptación al medio. Experimentó una profunda evolución que afectó a su locomoción, a la dentición y al diseño de su cráneo. No tenía depredadores, por lo que se adaptó a marchas cortas y fue bastante lento, aunque parece que tenía una buena potencia de salto. A diferencia de las cabras, tenía visión frontal, lo que le permitía tener una visión en relieve, muy útil para calcular distancias y ver accidentes del terreno. Para adaptarse a la vegetación insular, su dentición sufrió una gran modificación, ya que se tuvo que especializar en plantas duras y arbustivas. Lo más interesante son los incisivos, que son de crecimiento continuo como en las ratas. 
Se pudo conocer su dieta a partir de excrementos encontrados; se apreció que contenían un 90% de la tóxica Buxus, por lo que también debió adaptar su paquete intestinal y su estómago. No está claro el porqué de su extinción, aunque es muy probable que el hombre tuviese algo que ver. Algunas de las causas pudieron ser la desaparición de Buxus, las enfermedades de los animales traídos de fuera, la caza y el intento infructuoso de domesticación por parte del hombre, y la competencia por el alimento con los animales domésticos, aunque este último vector no tiene mucha fuerza en principio por la toxicidad del boj, pero si el matorral formado por este fue aclarado y sustituido en buena parte por otras plantas, sí se produciría esa competencia, y el hombre miraría más bien por su ganado que por las posibles piezas de caza, que consideraría destinadas a ser víctimas de todas maneras.
Algunos autores, como William H. Waldren, piensan que se pudo producir una estabulación de Myotragus, basándose en la ablación que aparece en algunas cornamentas, y la acumulación de coprolitos en yacimientos como Son Matge, cuya única explicación parece la estabulación. En cualquier caso hay otros tantos investigadores que niegan esta posibilidad ante la falta de pruebas concluyentes. 
En las Pitiusas, los grandes mamíferos y los anfibios están ausentes. Su lugar lo ocupan una gran cantidad de aves, especialmente dos; la pardela (Puffinus mauretanicus) y el águila pescadora (Pandion haliaetus), la cual estaba al frente de la pirámide trófica.
Aparte de todo lo dicho hasta ahora, lo que atrae realmente al hombre a un medio insular deberían ser las potencialidades del medio. La marginalidad de las Islas Baleares se define por su escasez de recursos: difícilmente son capaces de garantizar una producción suficiente y de manera regular a largo plazo para un grupo de humanos. Gordon R. Lewthwaite publicó un estudio en 1985 donde decía que el archipiélago era marginal por tres razones: aislamiento físico y limitada extensión, aridez del clima y la composición geológica calcárea, que reduce la disponibilidad de agua.
También dice en su estudio que las islas son marginales cuando se contrastan sus recursos con la estructura social y tecnológica del grupo que lo habita. Además la vegetación solo ofrece recursos forestales, alguno medicinal, pero poco alimento. El único producto alimenticio distinto del animal que sea abundante en las islas es la sal, y solo hay algunos yacimientos de sílex, de plomo y de cobre.

## El proceso de poblamiento en los medios insulares
Si a una comunidad humana prehistórica le hiciéramos elegir entre una isla o el medio continental para establecerse, sin duda elegiría el continente por tener este muchos más recursos que cualquier isla. Por este hecho, siempre que poblaciones humanas se han instalado en archipiélagos, ha sido por alguna razón de peso. Estas pueden ser miles, como razones climáticas, cambios de hábitat, agotamiento de los recursos naturales, inestabilidad social, competencia con otros grupos…
En cualquier caso, la colonización de islas es un fenómeno tardío, en el contexto de la expansión humana por el mundo. El proceso de expansión por medios insulares (salvo excepciones) comenzó más o menos a partir del año 10000.
Un factor clave para el establecimiento permanente en islas, podría ser la revolución de los productos secundarios (esencialmente derivados de la leche), entre el cuarto y tercer milenio, ya que permitiría tener ciertas garantías de alimentación en caso de que no se hallaran suficientes alimentos el nuevo territorio.
Según Barceló, todo proceso de migración humana tiene dos variables fundamentales: el espacio y el tiempo. Para conocer la primera variable, se recurre a tres categorías :
a) Efectos de la distancia: las posibilidades de morir durante el viaje se incrementan cuanto más distancia hay para recorrer. Cuanto más cerca esté la isla del poblado madre, más bajas serán las posibilidades de extinción. Si la isla es demasiado pequeña para soportar un poblamiento permanente, pero ofrecen recursos interesantes pueden ser ocupadas si quedan cerca del poblado madre. 
b) Efectos configurativos:
	- El “efecto puente de piedras”: una distancia excesiva puede ser compensada por la existencia de islas que actúen como puentes entre las mismas islas y el continente.
	- El “efecto objetivo”: una cadena de islas perpendiculares al eje de navegación ofrecen un objetivo más amplio y por tanto tienen más posibilidades de ser descubiertas.
c) Efectos de extensión: cuanto más grande es la isla, más posibilidades tiene de ser descubierta, además de que es más atractiva que una isla pequeña porque contiene muchos más recursos.
En cuanto a la variable del tiempo, podemos destacar tres conceptos:
a) Descubrimiento:
La ubicación de una isla puede ser conocida mediante dos maneras: por observación directa desde la costa, o bien por el avistamiento durante el transcurso de un viaje marítimo.
En el caso de las Islas Baleares, tenemos el modelo de Ibiza, la cual se ve (siempre que el tiempo lo permite) desde la costa levantina de la Península ibérica. Por esta razón el conocimiento de la existencia de las islas debió ser muy antiguo (desde el Paleolítico). Además este hecho nos hace descartar el descubrimiento durante una travesía. La cuestión es en qué momento se dieron las condiciones adecuadas para poder afrontar una exploración directa sobre el archipiélago. Hay que tener en cuenta que la distancia mínima entre las islas y la península es de casi 90 km. Por esta razón, se debían tener unos conocimientos previos de navegación marítima para afrontar tal aventura. Posiblemente pudieron usar balsas de juncos o piraguas monóxilas como la encontrada en el lago Bracciano. Otro tipo de naves serían las piraguas de cuero (como las de los indios americanos), o las barcas de caña totora. En cualquier caso, todas estas embarcaciones debían tener una capacidad técnica para garantizar la flotabilidad y la navegabilidad.
A pesar del desarrollo náutico, se corría un riesgo de muerte, ante la posibilidad de no conseguir llegar o volver. Además se dependía de las condiciones climáticas; el verano era cuando mejor tiempo hacía para navegar, pero las altas temperaturas debieron restar visibilidad.
Por otro lado, a pesar de la mayor cercanía de Ibiza, los primeros exploradores debieron mostrar más interés por Mallorca debido a sus superiores dimensiones, y por extensión debieron pasar a Menorca ya que las dos islas solo están separadas por 35 km. (efecto objetivo). Otro punto favorable a las Baleares, por su distribución alineada, es que resultan un caso paradigmático de “puente de piedra”. Por tanto, se ve que hay condiciones suficientes para considerar que los primeros viajes exploratorios podían haber sido muy antiguos.
b) Frecuentación y/o colonización:
Sería bueno distinguir estos dos términos: la frecuentación serían solo visitas de carácter ocasional para la explotación de unos determinados recursos. En cambio, se habla de colonización cuando se establece una residencia permanente y se subsiste con los propios recursos de la isla.
Frecuentación y colonización son independientes, pero al mismo tiempo pueden estar relacionados, ya que el establecimiento permanente en una isla puede producirse mientras continúan las frecuentaciones.
En principio, el Archipiélago Balear no parece muy atractivo para una comunidad prehistórica en cuanto a sus recursos, pero solo en principio ya que los recursos terrestres de una isla no excesivamente pequeña como Mallorca pueden ser que no sean nada despreciables, y además los recursos marinos del Mediterráneo son en general bastante ricos.
En el caso de Mallorca, podrían haber sido interesantes para los cazadores-recolectores de la época, las numerosas manadas de Myotragus balearicus, que eran tan fáciles de capturar. En el caso de las Pitiusas, al no haber grandes mamíferos terrestres, el mayor interés debía estar en las bandadas de pájaros, sobre todo por su carne, las plumas y los huevos. En cuanto a minerales, poca cosa hay en Mallorca. Los numerosos yacimientos de sílex no parecen suficientes para atraer a una comunidad. Por el contrario, en las Pitiusas sí podía haber interesado la sal, que se producía de manera natural, para la conservación de alimentos. 
Por otro lado, la relativa accesibilidad de las islas, podría haber permitido al poblado madre contribuir al mantenimiento de la colonia en la isla mediante intercambios matrimoniales para evitar la endogamia o incluso para enviar pobladores en caso de crisis demográfica.
c) Establecimiento:
Después de las primeras exploraciones que dan paso a las frecuentaciones y a las colonizaciones, se pasa (si se han consolidado las poblaciones) al establecimiento permanente. Este establecimiento está condicionada por la lógica maltusiana: los primeros pobladores, al no tener competidores, explotan las mejores tierras y obtienen el mejor provecho de los recursos que están a su alcance, la cual cosa permitiría, en un término relativamente breve, el aumento de población. Si no hay problemas internos o externos que obstaculicen el desarrollo, este aumento continuará. Pero, normalmente, el aumento demográfico es más rápido que la capacidad de crecimiento de los medios de subsistencia y más, en un medio isleño con recursos limitados. Rápidamente disminuirán los recursos iniciales, las tierras buenas se agotarán y las marginales se tendrán que cultivar. Si la presión continúa, los recursos se terminarán y se producirá una fuerte crisis demográfica.
De hecho, las extinciones de población no son imposibles ni mucho menos: se han descrito algunos procesos de regresión poblacional en islas del Océano Pacífico que en algunos casos han llevado a la extinción o el abandono de la isla por parte de los últimos supervivientes.
La cantidad de recursos de una isla dependen de las variables medioambientales, como la biodiversidad, la fluctuación de los recursos, las precipitaciones, la extensión de las tierras cultivables, etc., así como de las variables culturales, como la tecnología, las pautas que determinan la selección y jerarquización de los recursos, etc. 
También es fundamental la interrelación con otras comunidades. Las Islas Baleares, con su posición estratégica, reciben productos de muchas rutas marítimas, las cuales pueden ser controladas, ya que interesan los productos exóticos y metales que llegan a través de ellas. Las rutas principales del norte de África a Cerdeña (sur-norte), del sur de Francia al norte balear (norte-sur), y del norte de Baleares hasta el golfo de Liguria (norte de Italia). Los navegantes sabrían aprovechar las corrientes marinas, que solían llevar una dirección inversa a las agujas del reloj. Todo esto explica el porqué del éxito del poblamiento balear durante el Calcolítico y el Bronce. 
En cualquier caso, hay que decir, que diversos estudios muestran que las sociedades primitivas tienden, como norma general, a subexplotar el medio. Por ello las situaciones críticas derivadas del agotamiento de los recursos no serían la tónica normal. También hay que tener en cuenta que el hombre tiene una enorme capacidad de reacción y, especialmente cuando está sometido a una situación de desesperación, es capaz de dar respuesta para superar la crisis (mediante migraciones, control de la natalidad, infanticidio…) como para superar las circunstancias que la han provocado.

## La llegada a Mallorca
Las fechas de llegada, establecimiento, y antropización definitiva de la isla varían en virtud del autor que leamos. Por ejemplo, para Guerrero, aunque con dudas, las primeras visitas se producirían c. 7500-4500, mientras que para Waldren y Lull se ajustaría más una fecha de c. 5000-3000/2500, incluyendo las primeras colonizaciones permanentes en el caso de Lull.
En cualquier caso, sí parece claro que los primeros humanos que visitaron las Baleares tenían un buen dominio del arte de navegar, ya que el único acceso posible a las islas, que están relativamente separadas de la península ibérica, son unas técnicas de navegación más o menos complejas.
Para conocer aproximadamente las primeras apariciones del hombre en Mallorca, debemos dirigirnos a las fuentes arqueológicas, ya que hay una serie de yacimientos que pueden darnos algo de luz sobre tan oscuro tema:
En primer término tenemos la Cova de Canet, en Esporlas. Este yacimiento ha revelado el registro estratigráfico más antiguo de Mallorca relacionado con la presencia humana. Kopper fue el primero en trabajar en el lugar, al final de los años 70. A partir de -4/5 dm. de profundidad, encontró un número indeterminado de estructuras de combustión, es decir, lugares donde se hizo fuego, que forman una prueba irrefutable para Kopper de que el lugar fue frecuentado por el hombre a lo largo de un importante período. Según este autor estas capas se formaron seguramente entre el IV y el VII milenio a. C.
Otro yacimiento a destacar es la Cueva de Muleta, cuyas excavaciones fueron dirigidas por William H. Waldren. Se encontraron niveles estratigráficos de distintas épocas. Los restos más antiguos fueron encontrados a unos 6 dm. de profundidad, y estaban formados por varios huesos humanos, cuatro lascas de sílex y algún resto de Myotragus. La datación absoluta de los huesos humanos da la fecha de 4840 ANE, mientras que los del bóvido se situarían c. 5890 ANE, lo que demuestra que los restos humanos y del animal no están relacionados.
El abrigo de Son Matge (en la foto) es otro lugar a destacar. Como no, su excavación fue dirigida por Waldren en 1982, donde se encontraron los primeros restos de Myotragus quemados, seguramente para consumo humano, así como un núcleo de sílex, una de las pocas muestras de industria lítica. Todo esto llevó a Waldren a pensar que podría tratarse de un campamento estacional que se usó de mediados del V hasta la primera mitad del IV milenio.
La frecuentación de Mallorca para aprovechar recursos estacionalmente puede remontarse a inicios del V milenio ANE ya que se muestran indicios nada despreciables que indican esta fecha, aunque esto no quita que pudiera haber antecedentes como muestran las dataciones de Canet. En cualquier caso, la antropización total de la isla, que se hizo notar tanto en la flora como en la fauna, no se documenta en los análisis paleobotánicos hasta fechas relativamente tardías, concretamente casi coinciden con el Calcolítico y los inicios de la Edad de Bronce, aunque la población debió ser muy baja, y solo a fines del Bronce Antiguo (c. 1500 ANE) todos los ecosistemas de la isla aparecen ocupados.
Para Guerrero, la frecuentación humana de la isla en un momento preneolítico es concordante con lo que ocurre en la mayoría de las grandes islas del Mediterráneo occidental y central. Pero no hay que olvidar que las Baleares son las islas más alejadas del continente en el Mediterráneo centro-occidental, y esto es una diferencia con respecto a Córcega o Cerdeña, aunque, de todas formas, esta distancia no debió ser demasiado problemática al menos desde el VII milenio.
Aparte del problema de la separación del continente, que representaba una dificultad para mantener contactos con los grupos matrices de los que provenían los primeros colonizadores, estaba también un territorio mucho más pequeño que el de otras islas. Sin embargo, Myotragus era más fácil de cazar y daba más carne y piel que otras especies como Prolagus sardus, de Cerdeña, que era bastante más pequeño. Además, podían sacarse otros recursos del mar (incluida la foca monje), de dos grandes albuferas (una de ellas, la actual Albufera de Mallorca), de las colonias de aves, y de las bellotas como alimento vegetal. Asimismo, se aprovecharon algunos afloramientos de sílex, aunque la industria lítica parece que no fue muy rica.
Como modelo de hábitat más habitual destacan las cuevas naturales y los abrigos rocosos, aunque esto puede ser un error, ya que estos asentamientos se conservan mucho mejor que los que están al aire libre, por lo que no sabemos si pudo haber algún hábitat al raso del que no quedaran restos.
Hacia mediados del milenio IV es cuando parece claro que hay un establecimiento permanente en Mallorca, como se demuestra en Son Matge, donde se hallaron animales domésticos en el estrato 28, datados hacia el 3395 ANE.
El poblamiento definitivo de la isla se produciría en época calcolítica, hacia 2600/2500 ANE, cuando llegó una nueva oleada poblacional que trajo consigo cerámica campaniforme y conocimientos sobre la fundición del metal. 
En esta misma época, se multiplicaron los asentamientos al aire libre en forma de aldea con cabañas de materiales perecederos, como son los de Son Ferrandell-Oleza, Son Mas, Son Gallard…, que aún hoy están mal documentados.

## Primeros humanos en Menorca
La isla de Menorca presenta un elevado índice de centralidad en el Mediterráneo, superada tan solo por Cerdeña, de la cual está separa por un extenso “desierto marino”, es decir, es un lugar en medio del mar desde donde no se ve tierra en ninguna dirección, y por tanto poco frecuentada por los navegantes de época prehistórica y antigua, ya que siempre se ha preferido viajar siguiendo la línea de la costa. Además, su poca altura, que hace que no se vea desde muy lejos, y las corrientes marinas superficiales también influyen para que esta centralidad sea un factor de marginalidad.
Ya se ha comentado en el punto 2 que la isla podría dividirse en dos bloques: Tramuntana y Migjorn. Entre ambos está el terreno conocido como Mitjania, el cual sería la zona más apta para la práctica de la agricultura tanto por la calidad de su tierra como por la cercanía de acuíferos.
Desde el punto de vista de la biogeografía, la idiosincrasia menorquina hace que la isla no sea un territorio con demasiada atracción para las poblaciones continentales. Por otro lado, estas mismas características hacen que sostener permanentemente a una comunidad de cazadores-recolectores fuera prácticamente imposible. Pero esto no quiere decir que no recibiera visitas más o menos periódicas, seguramente desde Mallorca, aunque también puede que de otras zonas.
De Menorca se tiene poca información. Hay una serie de evidencias indirectas, en las que se tienen que basar los investigadores, que hacen pensar que el establecimiento en Menorca de grupos humanos lo suficientemente numerosos como para alterar el medio de manera perceptible no puede ser anterior al III milenio ANE. Estas evidencias se basan en el estudio del polen. Entre el año 5000 y el 4000, las plantas Buxus y Corylus decrecen a favor de Olea, Ericaceae y Plantago, mientras que Juniperus se mantiene estable. No queda claro si eso es debido a la actividad humana, aunque los autores del estudio piensan que no es muy atrevido pensar que sí, seguramente en el Neolítico final. En cualquier caso, habría que tener cuidado con esta teoría, ya que las comunidades de cazadores-recolectores no tienen por qué alterar de manera importante el medio.
Otra evidencia indirecta sería la extinción de Myotragus balearicus, en el IV o el III milenio ANE, debido a una intensificación de la presión humana sobre el medio. 
Hasta 1999, las dataciones radiocarbónicas procedentes de ámbitos menorquines no auguraban una antigüedad mayor de 1800 a. C. para las primeras evidencias humanas en la isla. Las fechas más antiguas procedían de restos humanos recuperados de la Cova des Bouer y de Cala en Caldés, con unas dataciones que apuntaban hacia 1800 y 1780 a. C. respectivamente. Pero la reciente excavación de los dos paradólmenes de Biniai Nou ha dado un giro radical a la visión que se tenía de la prehistoria arcaica menorquina en un doble sentido. Por un lado, ha permitido constatar que la isla ya tenía poblaciones estables en la segunda mitad del tercer milenio a. C. y, por otro, ha hecho posible también documentar que la ausencia de cerámica de estilo campaniforme no se debe a una ocupación tardía, sino a diferentes tradiciones culturales con respecto a los pobladores de Mallorca. Hay otras necrópolis muy similares arquitectónicamente a Biniai Nou, como las cuevas 11 y 12 de Son Morell, pero su estado es tan lamentable que no ha permitido datar bien sus fases de ocupación.
Arqueológicamente, hay un centenar de dataciones de C14, las cuales, como hemos visto, difícilmente pueden ser más antiguas que la segunda mitad del III milenio, es decir, el Calcolítico. La datación más antigua obtenida hasta ahora por C14 es la del sepulcro megalítico de Montplè (3.460 + 65 AP.) 
Al parecer, estas construcciones funerarias y los hipogeos están relacionados con el inicio de la presencia humana en Menorca, ya que la cerámica lisa más antigua según los paralelos de Mallorca y de las tierras continentales más cercanas aparece en los sepulcros megalíticos. De esta manera, se puede pensar que el poblamiento de Menorca coincidiría con el asentamiento permanente en Mallorca. Si esta teoría fuese cierta, se demostraría que colonizar unas islas como las Baleares solo sería posible cuando la tecnología permitiera explotar un número suficiente de recursos que garantizara como mínimo la perpetuación del grupo colonizador (López Pons, 2000); es decir: estos pobladores no solo vivían de la depredación de las riquezas de la isla, sino que, al menos en parte, producían sus propios recursos: ya practicaban la agricultura y puede que supieran producir alguno que otro producto secundario. Pero en cualquier caso, las sociedades productoras se desarrollan en general durante el VI milenio. Los investigadores se preguntan por qué se tarda tanto en asumir este sistema en las islas (IV milenio). La marginalidad, desde el punto de vista biogeográfico, y la falta de incentivos son la única explicación.

## El poblamiento de las Pitiusas
Durante todo el siglo XX, se ha sabido muy poco sobre el poblamiento inicial de Ibiza y Formentera, las cuales, ante la falta de restos significativos, se pensaba que solo habían sido colonizadas a partir de la época fenicia. Pero esta situación era totalmente anormal en el contexto de las islas mediterráneas (Tarradell y Font, 1975). Con el yacimiento de Pouás se confirmó la presencia humana en las Pitiusas desde el III milenio, aunque a medida que avanzaban las investigaciones surgió otro problema, ya que esta población parece extinguirse durante la Edad del Bronce. Y es que hay una falta de evidencias desde el final del II milenio a la colonización fenicia. En cualquier caso, todo esto son hipótesis que hoy en día todavía están siendo discutidas.
El registro arqueológico pitiuso de esta época es realmente escaso. En algunas cuevas naturales, se han encontrado huesos de aves quemados cuya datación más antigua es de 5210-5205 ANE. Más importantes son los hábitats al aire libre, especialmente el yacimiento del Puig de ses Torretes, en Santa Eulalia del Río (Ibiza), excavado en 1986 por el equipo del Museo de Ibiza. La excavación ha desvelado una serie de estructuras de planta más o menos circular que parecen fondos de cabaña con una base de piedra y que tendrían el techo de madera. Arquitectónicamente, recuerda bastante al yacimiento mallorquín de Son Ferrandell-Oleza. Además, en este mismo yacimiento se hallaron restos de elementos líticos y alguno metálico, molinos de piedra, huesos de fauna… Este hábitat parece de larga duración, y su datación dio unas fechas más antiguas de lo esperado: 2110-2088 y 2037-1936 ANE. 
El hecho de que aparecieran huesos de fauna (especialmente bóvidos), indica que esta comunidad había alcanzado ya cierto desarrollo, con una ganadería mínimamente variada, que le permitiría diversas estrategias para subsistir.
Hay que tener en cuenta que durante la prehistoria arcaica de las Baleares Ibiza y Formentera estuvieron unidas por un istmo, lo que hace resaltar aún más las diferencias que muestra entre ambas el registro arqueológico. 
El yacimiento más importante de Formentera es el sepulcro megalítico de Ca na Costa (en la foto), único en las Islas Baleares y casi en el Mediterráneo Occidental. Se trata de un sepulcro megalítico que consta de tres partes: una cámara circular, constituida por ocho grandes losas, un pasillo de acceso con una losa perforada y una estructura exterior conformada por un muro de contención circunvalado por veinticuatro losas radiales y simétricas una con otra, que le dan una extraña forma de reloj. Además, el monumento estaría totalmente cubierto. En el interior de la cámara, que estaba expoliada, se hallaron restos de cerámica y huesos humanos, que dieron la primera datación absoluta de la prehistoria pitiusa: 1710-1360 ANE, aunque por unos fallos en los resultados esta fecha puede tener un margen de error de unos doscientos cincuenta años.
Otro yacimiento importante en Formentera es Sa Cova des Fum, en los acantilados de La Mola, lugar que no ha sido excavado científicamente, y cuyos restos siempre se han encontrado de forma casual. Allí se hallaron restos campaniformes, destacando especialmente unos cuencos globulares con decoración incisa que parecen datar de la segunda mitad del tercer milenio. Es posible que esta cerámica sea importada, ya que la arcilla de la que están compuestas no es la misma que la del dolmen de Ca na Costa.
Por tanto, los investigadores piensan que las primeras exploraciones por parte de grupos continentales se produjeron durante el Neolítico (5200-4500 ANE) para explotar los recursos de las islas, sobre todo la caza de aves para aprovechar la carne, las plumas y los huevos, como ya se ha dicho en el capítulo 3. Hay que tener en cuenta que ni Ibiza ni Formentera tenían población de mamíferos, lo que era un inconveniente para los futuros pobladores, ya que no podrían tener reservas cárnicas y de piel importantes como las tenían en las Gimnesias. Para solventar eso, puede que intentaran una colonización introduciendo animales domésticos, como muestran los restos hallados en Es Pouàs (huesos de oveja y cabra, así como osamenta rota y parcialmente quemada de aves), aunque parece que no tuvieron mucho éxito.
Pero será en el Calcolítico (2100-1600) cuando se colonicen las islas de forma permanente. Se ocuparán cuevas y se harán poblados con cabañas de materiales perecederos. En ese momento tal vez se dieran cierta metalurgia local y contactos con Mallorca. El mejor exponente de esto es el yacimiento del Puig de ses Torretes, único lugar donde se ha documentado un asentamiento al aire libre. Allí se encontraron, como ya se ha comentado antes, una serie de materiales de los que destacan una pequeña pieza metálica y escorias y gotas de fundición de metal, asociadas a una pequeña hoguera. 
En Formentera, el principal testimonio calcolítico será el mencionado sepulcro megalítico de Ca na Costa, que al mismo tiempo es el único yacimiento funerario de la prehistoria de la isla. 
Ya a partir del Bronce (1600 ANE), aunque seguirán ocupándose cuevas naturales, los asentamientos se empezarán a construir con piedra. La población crecerá y habrá tendencia a una cierta aglomeración, hasta llegar al final del II milenio, del que hay una increíble escasez de restos, lo que lleva a plantearse la teoría de una posible emigración total o parcial, tanto de Ibiza como de Formentera, por razones desconocidas y que en cualquier caso deben ser planteadas y discutidas.

## El impacto del humano en las islas
Las Islas Baleares, presentan bastantes interrogantes acerca del origen de su paisaje actual.
Hay que tener en cuenta que no solo el hombre actúa sobre la vegetación o la fauna. Aunque los humanos sí son parte importante de los cambios, no podemos olvidarnos del clima y de sus alteraciones, las cuales provocan las sustituciones paisajísticas más acentuadas. En la foto se pueden apreciar un olivo, árbol característico de las islas.
Al principio del poblamiento, el hombre centraba sus acciones sobre los robledales, con lo que hacia la mitad del Holoceno el paisaje vegetal estaría formado por bosques caducifolios. A partir del V milenio, el impacto antrópico (incendios, pastoreo, etc…) se extendería sobre los terrenos más accesibles favoreciendo la extensión de los esclerófilos hasta alcanzar un máximo en la época romana o en la medieval.
Para saber todo esto, hay que basarse en los datos que ofrecen en parte los análisis polínicos y las dataciones radiocarbónicas, y para determinar el origen antrópico deberíamos observar que existen una serie de alteraciones idénticas en una misma región en fechas variables. 
En Mallorca, a partir de 2440 AP, hay una progresiva disminución de especies arbóreas en favor de Pistacia y ericáceas. Este cambio en el paisaje culmina hacia los 2000 AP, donde la acción humana es más evidente, tal como lo demuestran los aumentos de Olea, Vitis, Cerealia y la aparición por primera vez de Juglans, dando todas ellas frutos aprovechables por el hombre.
En Menorca, se detecta una progresiva disminución de Buxus y Corylus y, entre los años 5000 y 4000 AP se registra el período durante el cual Buxus desaparece de la isla y las poblaciones de Juniperus abandonan el litoral. En cambio, posiblemente relacionadas con actividades humanas, aparecen pequeñas áreas abiertas con gran cantidad de Plantago, Polygonum y Asphodelus. Además, la presencia importante de ericáceas, hace presumible una creciente influencia humana.
Por otro lado, la quema y retroceso del bosque y el matorral para conseguir praderas donde pudieran pastar las cabras o las ovejas, se expresa, desde el punto de vista polínico, como un fenómeno más reciente de lo esperado. Este tipo de apertura del paisaje se evidencia polínicamente a partir de los 2000 años AP.
En cuanto a la fauna, se inicia una progresiva extinción de animales endémicos como Myotragus o Hypnomys. Las causas de este hecho no están nada claras, aunque parece que no fue causa de la acción directa del hombre, aunque ésta seguro que sí fue un agravante, sobre todo en el caso del Myotragus balearicus, cuando se fue sustituyendo Boxus, nada útil para el ser humano, por otros tipos de plantas y árboles más aprovechables.